# Östra Skrukeby missionshus
Östra Skrukeby missionshus är en kyrkobyggnad i Östra Skrukeby, Linköpings kommun. Kyrkan tillhörde från början Svenska Missionsförbundet som uppgick i Equmeniakyrkan.

## Instrument
I kyrkan finns ett harmonium.